# Cameraria obliquifascia
Cameraria obliquifascia är en fjärilsart som först beskrevs av Nikolai Nikolaievich Filipjev 1926.  Cameraria obliquifascia ingår i släktet Cameraria och familjen styltmalar.
Artens utbredningsområde är:
- Turkmenistan.
- Uzbekistan.

Inga underarter finns listade i Catalogue of Life.